# Clionella striolata
Clionella striolata é uma espécie de gastrópode do gênero Clionella, pertencente a família Clavatulidae.